# Geometry C
Geometry C – elektryczny samochód osobowy klasy kompaktowej produkowany pod chińską marką Geometry od 2020 roku.

## Historia i opis modelu

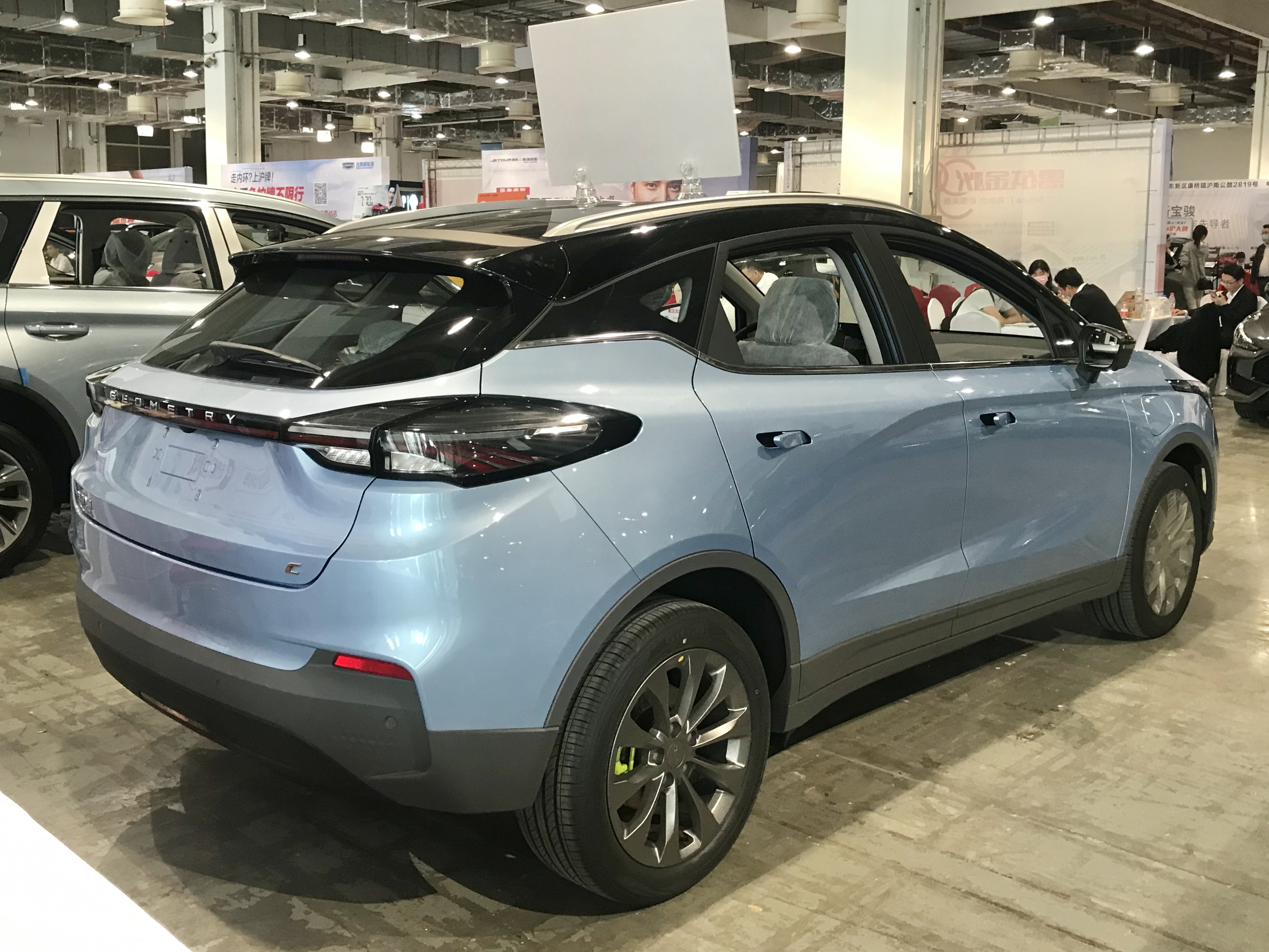
Geometry C - tył

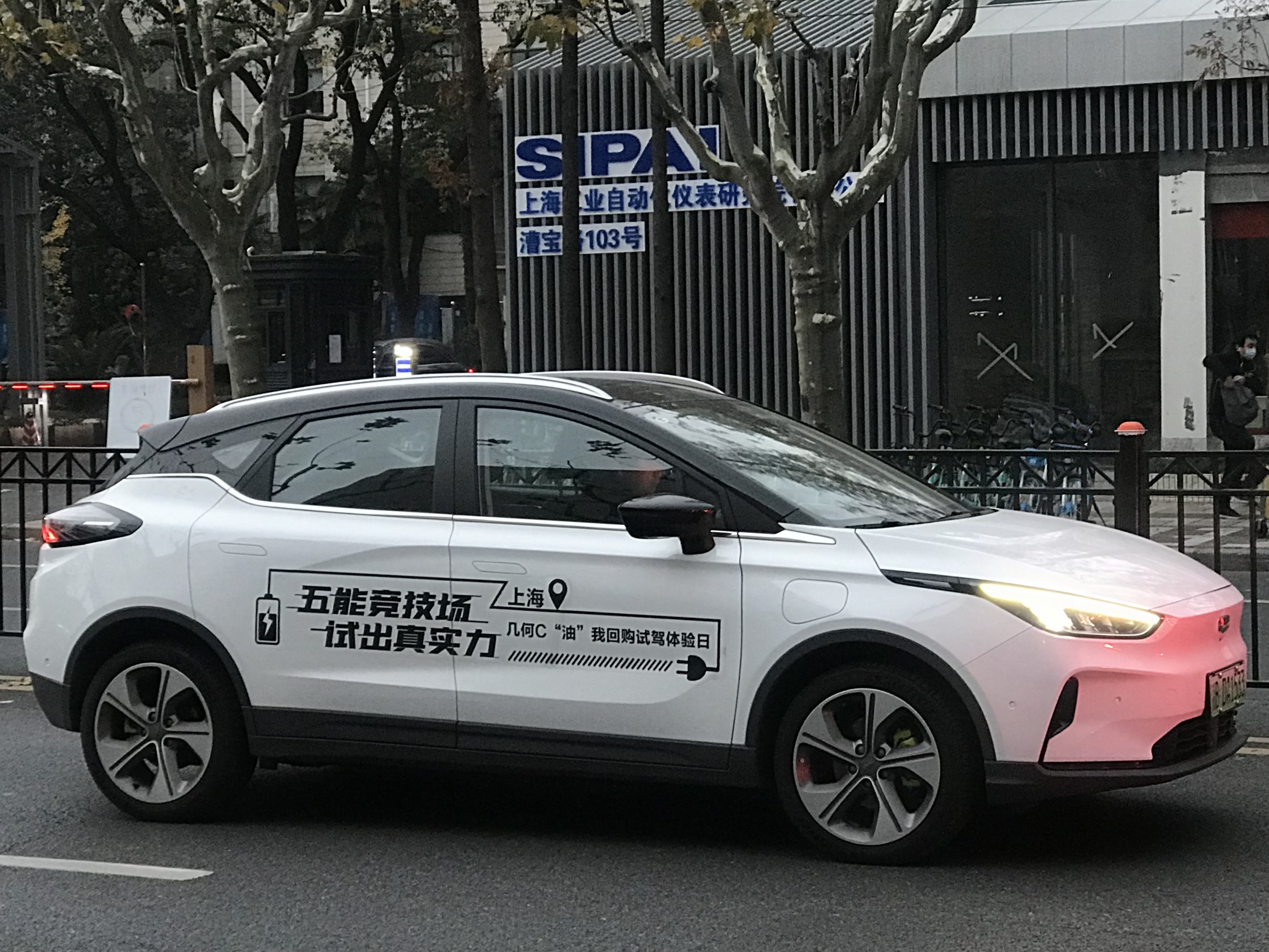
Geometry C - sylwetka

Nieco ponad rok po premierze pierwszego modelu chińskiej marki Geometry w kwietniu 2019 roku, producent przedstawił na początku czerwca 2020 roku swój nowy pojazd pod postacią kompaktowego, elektrycznego hatchbacka opracowanego jako konkurenta m.in. Nissana Leafa.
Podobnie jak większy model "A", Geometry C wyróżnia się strzelistymi reflektorami wykonanymi w technologii LED, a także wysoko poprowadzoną linią okien. Dodatkowo, nadwozie malowane jest w dwóch barwach.

### Sprzedaż
Sprzedaż i produkcja Geometry C odbywa się wyłącznie na rynku chińskim, bez obecnych planów w sprawie oferowania tego modelami poza granicami wewnętrznego rynku. Uległo to zmianie we wrześniu 2021, gdy pula pierwszych 2 tysięcy egzemplarzy został wyeksportowana do Białorusi oraz Izraela jako pierwszych rynków zagranicznych.

### Dane techniczne
Geometry C napędzane jest układem elektrycznym rozwijającym moc 197 KM i 310 Nm makymalnego momentu obrotowego. Wariant z mniejszą baterią 51,9 kWh rozwija 400 kilometrów zasięgu, za to 61,9 kWh może przejechać na jednym ładowaniu ok. 550 kilometrów.